# درسة أولاد بوحمامة (أولاد غنام)
درسة أولاد بوحمامة هو دُوَّار يقع بجماعة أولاد علي الطوالع، إقليم بنسليمان، جهة الدار البيضاء سطات في المملكة المغربية. ينتمي الدوّار لمشيخة أولاد غنام التي تضم 9 دواوير. يقدر عدد سكانه بـ 482 نسمة حسب الإحصاء الرسمي للسكان والسكنى لسنة 2004.

## روابط خارجية
- البوابة الوطنية للجماعات الترابية نسخة محفوظة 12 مارس 2018 على موقع واي باك مشين.
- المندوبية السامية للتخطيط